# 方程豹
方程豹是一家中国豪华电动汽车品牌，由比亚迪汽车拥有，并由深圳方程豹汽车销售有限公司进行市场推广。该品牌于2023年6月推出，主要生产SUV车型，涵盖越野和赛道定位的产品。与依赖经销商网络的比亚迪不同，该品牌经营自己的直营店。

## 产品
方程豹品牌于2023年6月9日宣布推出。 2023年8月16日，方程豹发布了其首款车型——豹5。它首次亮相于成都车展，基于一种专门为方程豹设计的车身架构平台，名为DMO（Dual Mode Off-road，双模越野）。
- 豹5：中型插电混动越野型SUV
- 豹8：大型插电混动越野型SUV

### 未来车款
- 鈦3：紧凑型纯电都市越野SUV

### 概念车款
- Super 9：概念纯电超级跑车

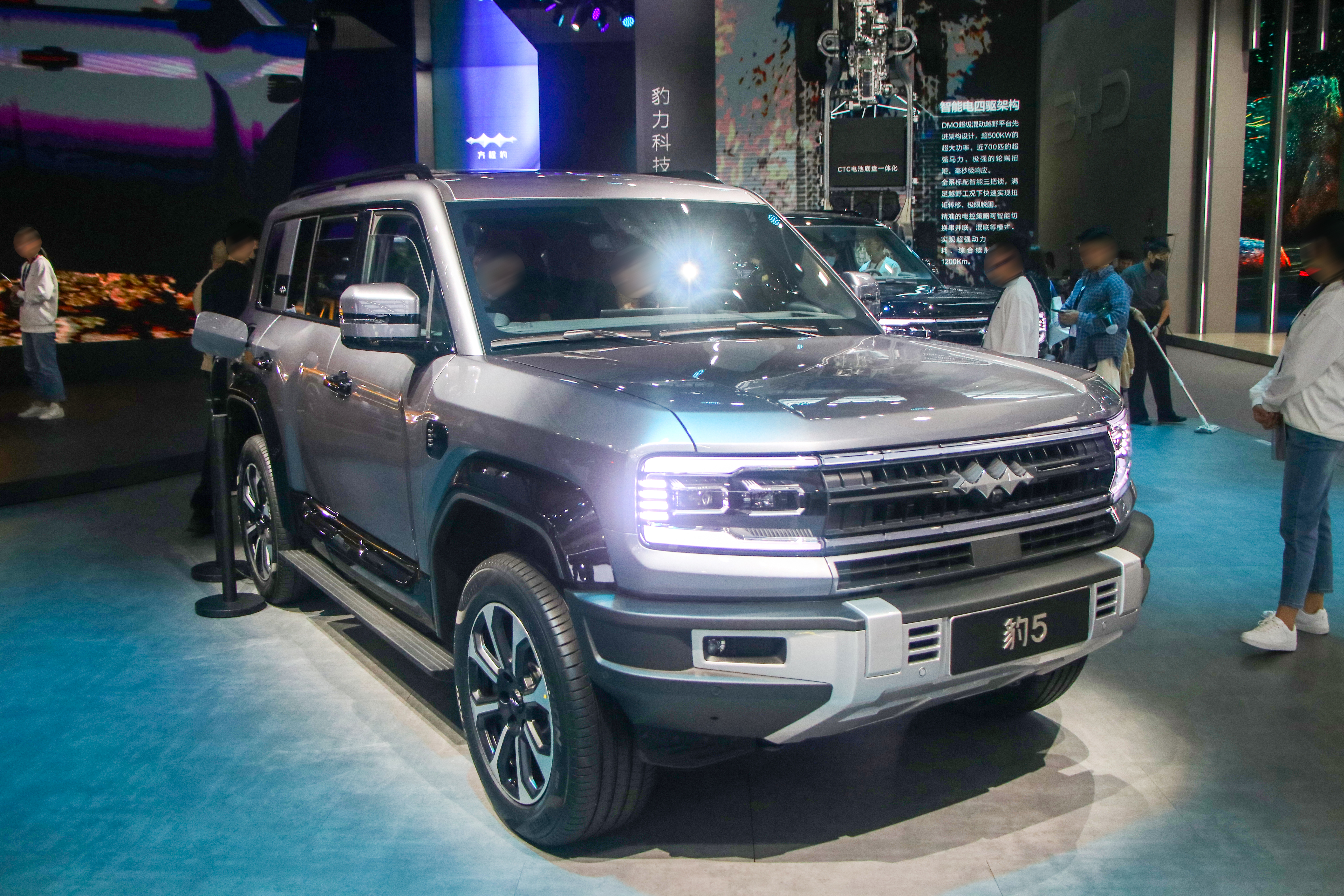
豹5

## 更多
- 比亚迪汽车
- 比亚迪车型列表（英语：List of BYD Auto vehicles）
- 仰望汽车
- 腾势汽车